# Kuffs
Pour plus de détails, voir Fiche technique et Distribution.
Kuffs est un film américain réalisé par Bruce A. Evans et sorti en 1992.

## Synopsis
Dans certains quartiers mal fréquentés de San Francisco, l'ordre est assuré via des divisions policières privées, employées par des entreprises familiales. Brad Kuffs (Bruce Boxleitner) dirige l'une de ces brigades. Lorsqu'il est assassiné par la mafia locale, Brad laisse derrière lui sa brigade désemparée et son frère cadet seul. Ce dernier, Georges (Christian Slater) n'a rien d'un policier chevronné : insouciant et rebelle, il vit une relation tumultueuse avec la belle Maya (Milla Jovovich). Mais la mort de son frère change la donne et Georges jure de le venger. Il devient ainsi le chef de la brigade. Mais, à tout juste vingt-ans, difficile de s'imposer et ses ennemis se révèlent plus coriaces qu'il ne le croyait. 

## Fiche technique
- Titre original : Kuffs
- Titres francophones : Kuffs ou Deadly Impact Milices (après sa réédition)
- Réalisateur : Bruce A. Evans
- Scénario : Bruce A. Evans et Raynold Gideon
- Musique : Harold Faltermeyer
- Photographie : Thomas Del Ruth (en)
- Montage : Stephen Semel (en)
- Production : Raynold Gideon
- Société de production : Dino De Laurentiis Communications, EvansGideon et Beginner's Luck
- Pays : États-Unis
- Genre : Action, comédie policière
- Durée : 102 minutes
- Dates de sortie : 
  - États-Unis : 10 janvier 1992

## Distribution
- Christian Slater (V.Q. : Gilbert Lachance) : George Kuffs
- Milla Jovovich (V.Q. : Anne Bédard) : Maya Carlton
- Leon Rippy (V.Q. : Guy Nadon) : Kane
- Bruce Boxleitner (V.Q. : Hubert Gagnon) : Brad Kuffs
- Joshua Cadman (V.Q. : Éric Gaudry) : Bill Donnelly
- Mary Ellen Trainor (V.Q. : Élise Bertrand) : Nikki Allyn
- Aki Aleong : Mr. Chang
- Troy Evans (V.Q. : Aubert Pallascio) : Capitaine Morino
- Loren Blackwell : Stuart Burkis
- Kim Robillard (V.Q. : Jacques Lavallée) : Peter Coca
- George De La Pena : Sam Jones
- Lu Leonard : Harriet
- Tony Goldwyn (V.Q. : Alain Zouvi) : Ted Bukovsky
- Phil Mishkin : Inspecteur Doug Sticks
- Stephen Park : Officier Favaro
- Ross Partridge : Robert
- Scott Williamson : Alan Eddy
- Dennis Holahan : Dr Will Carlton

Source et légende : Version québécoise (V.Q.) sur Doublage Québec.